# Bar commun
Dicentrarchus labrax
Espèce
Répartition géographique
Statut de conservation UICN

 LC  : Préoccupation mineure
Le bar commun ou bar européen (Dicentrarchus labrax), surnommé loup ou perche de mer, est une espèce de poissons principalement marins qui entrent parfois en eau saumâtre et en eau douce, appartenant à la famille des moronidés. Cette espèce est en nette régression et fait donc l'objet de mesures de gestion (par quotas pour la pêche récréative du bar sur le littoral ouest de la France, fixés sous l'égide de la Commission européenne).

## Description

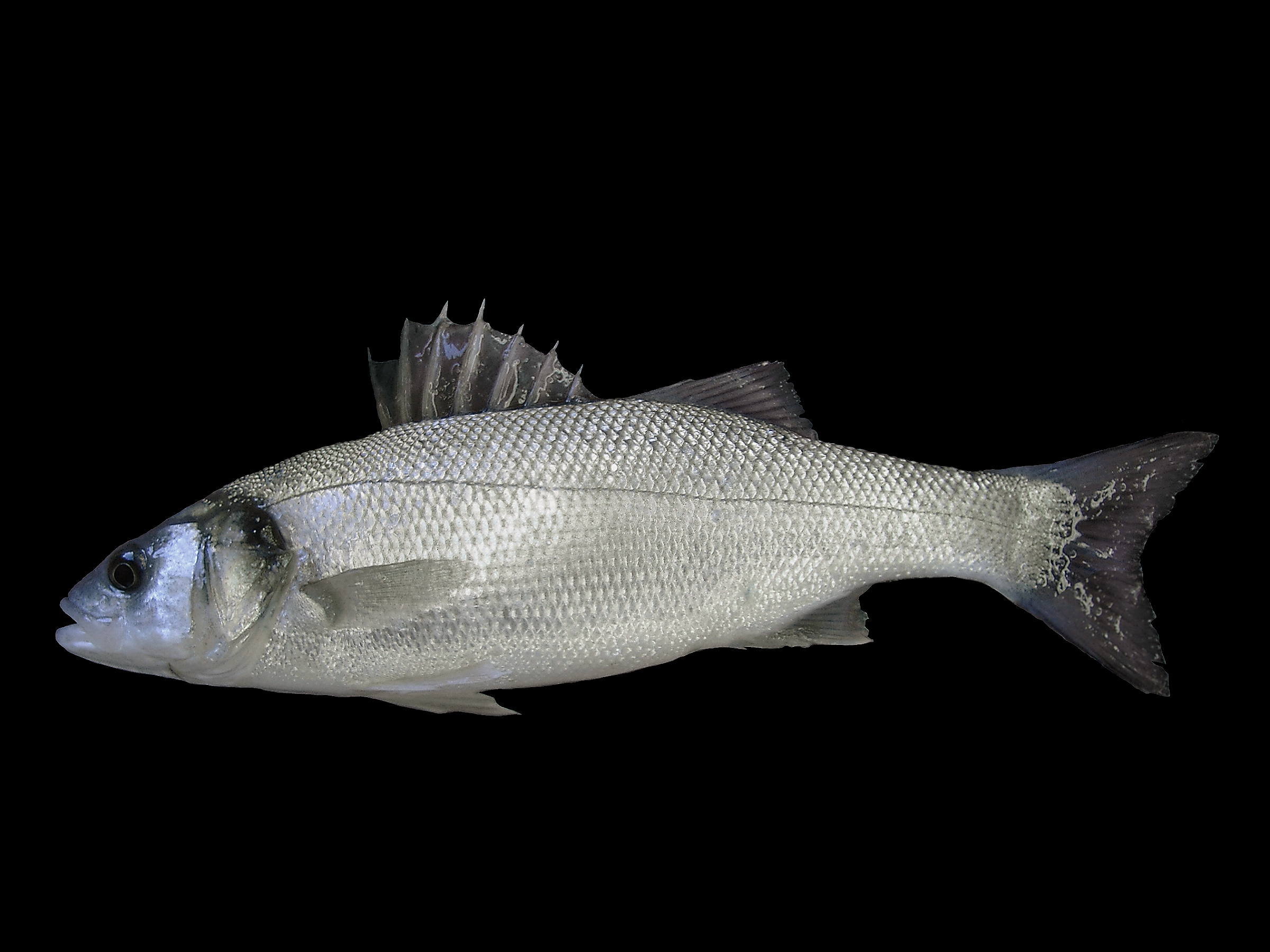
Bar commun

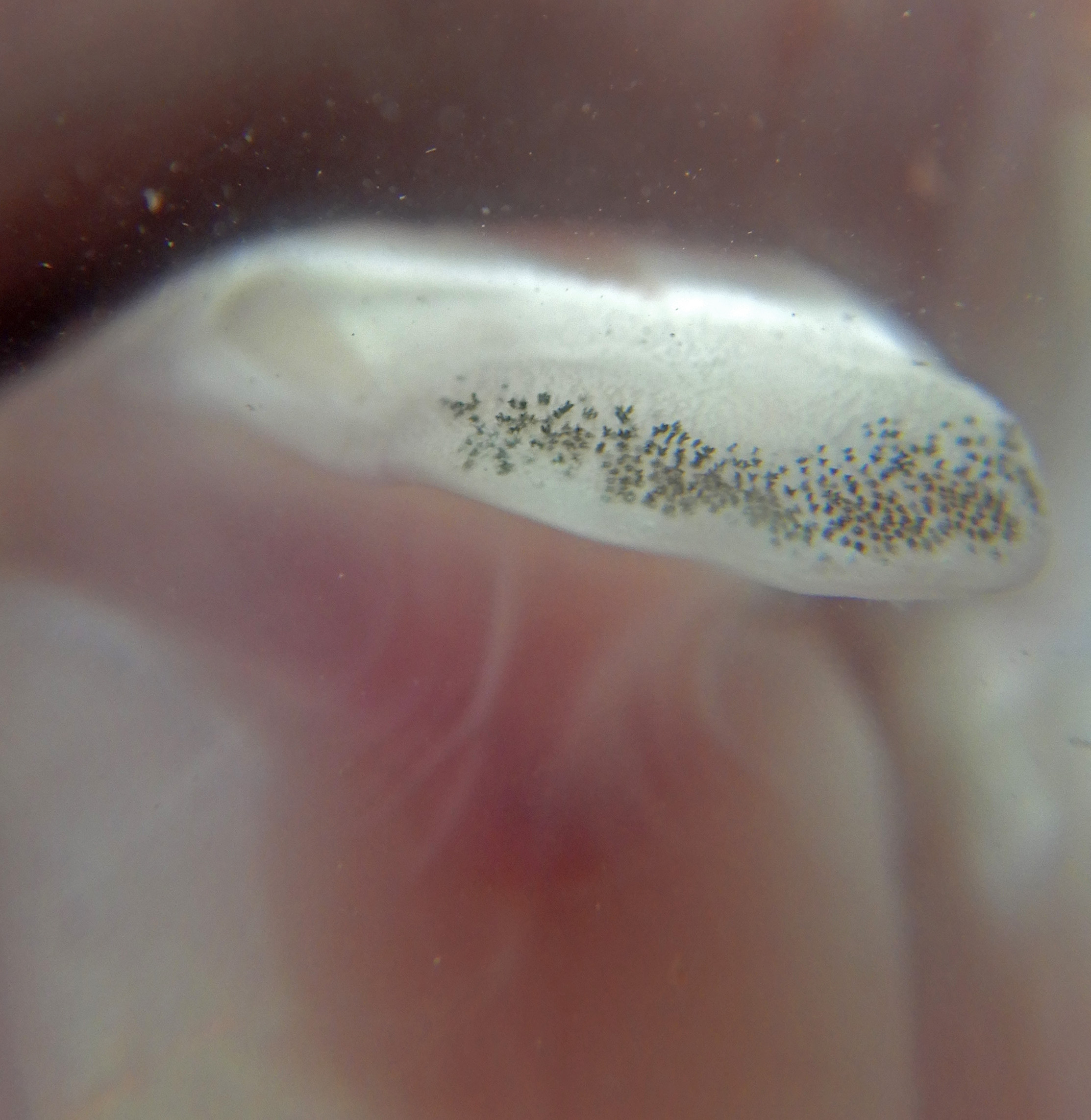
Vue rapprochée de la langue (pigmentée) du Bar commun

Il possède un corps fusiforme argenté sur les côtés et gris argenté à bleuâtre sur le dos, des petites écailles (la ligne latérale en comporte de 62 à 74), deux nageoires dorsales distinctes (la première avec 8 à 10 épines, la seconde avec une épine et 12 ou 13 rayons mous), une nageoire anale munie de 3 épines et de 10 ou 12 rayons mous, un opercule pourvu sur son bord d'une tache noire diffuse et de 2 épines plates, une nageoire caudale modérément fourchue. Il peut atteindre 1 m de long pour un poids de 12 kg, mais des spécimens de 50 cm pour 1 kg sont plus courants. Le plus vieux, dont l'âge soit certain, était un pensionnaire de l'aquarium d'Amsterdam qui avait 30 ans en 1963 ; à Sète, le plus gros bar examiné par un spécialiste était âgé de 15-16 ans, pour un poids de 11 kg et une longueur de 92,5 cm.
Les juvéniles peuvent posséder quelques taches sur le haut du corps, ce qui peut créer une confusion avec Dicentrarchus punctatus. Il est impossible de distinguer un mâle d'une femelle sans pratiquer l'autopsie du poisson.

## Répartition géographique
On le trouve tout autour et à l'intérieur de l'Europe, y compris à l'est de l'océan Atlantique (de la Norvège au Sénégal), en mer Méditerranée et en mer Noire.

## Alimentation
Le bar commun est plus actif la nuit que le jour. C'est un poisson qui préfère les eaux battues et oxygénées, dans lesquelles il est très actif, même s'il est aussi possible de le trouver dans les ports. En termes de proies recherchées, il est très versatile. Il est en effet capable d'adopter une attitude pélagique pour chasser en pleine eau des poissons grégaires de taille petite ou moyenne, des céphalopodes ainsi que des crabes nageurs. Il est aussi capable d'adopter un comportement benthique lorsqu'il cherche à dénicher des vers polychètes et des crustacés. En général il s'intéresse aux proies vivantes, c'est un véritable « chasseur ». Sa voracité et son agressivité en fait une prise privilégiée de la pêche au leurre.

## Étymologie et dénominations
L'espèce est appelée « loup » en Méditerranée en référence à l'appellation occitane (« lop »), provençale et catalane (« llop »).
L'animal est ainsi appelé en raison de sa voracité que les anciens ont rapprochée de celle (supposée) du loup, le nom d'espèce labrax signifiant « vorace » en grec ancien. Étymologie à rapprocher du latin labrum (en français : « lèvre ») que l'on retrouve pour une autre famille, celle des labridés.
Dans le bassin d'Arcachon, elle est dénommée « loubine », tandis qu'en Bretagne on l'appelle « drenek ». Les appellations « louvine » et « lubine » sont également fréquentes ; et il existe encore d'autres nom pour désigner ce poisson en France : barreau, brigne, crossia, drinée (jeune), loubas (provence), loubassou, loupassou, lupo, luvassu, perche de mer, pique…

## Le bar commun et l'Homme

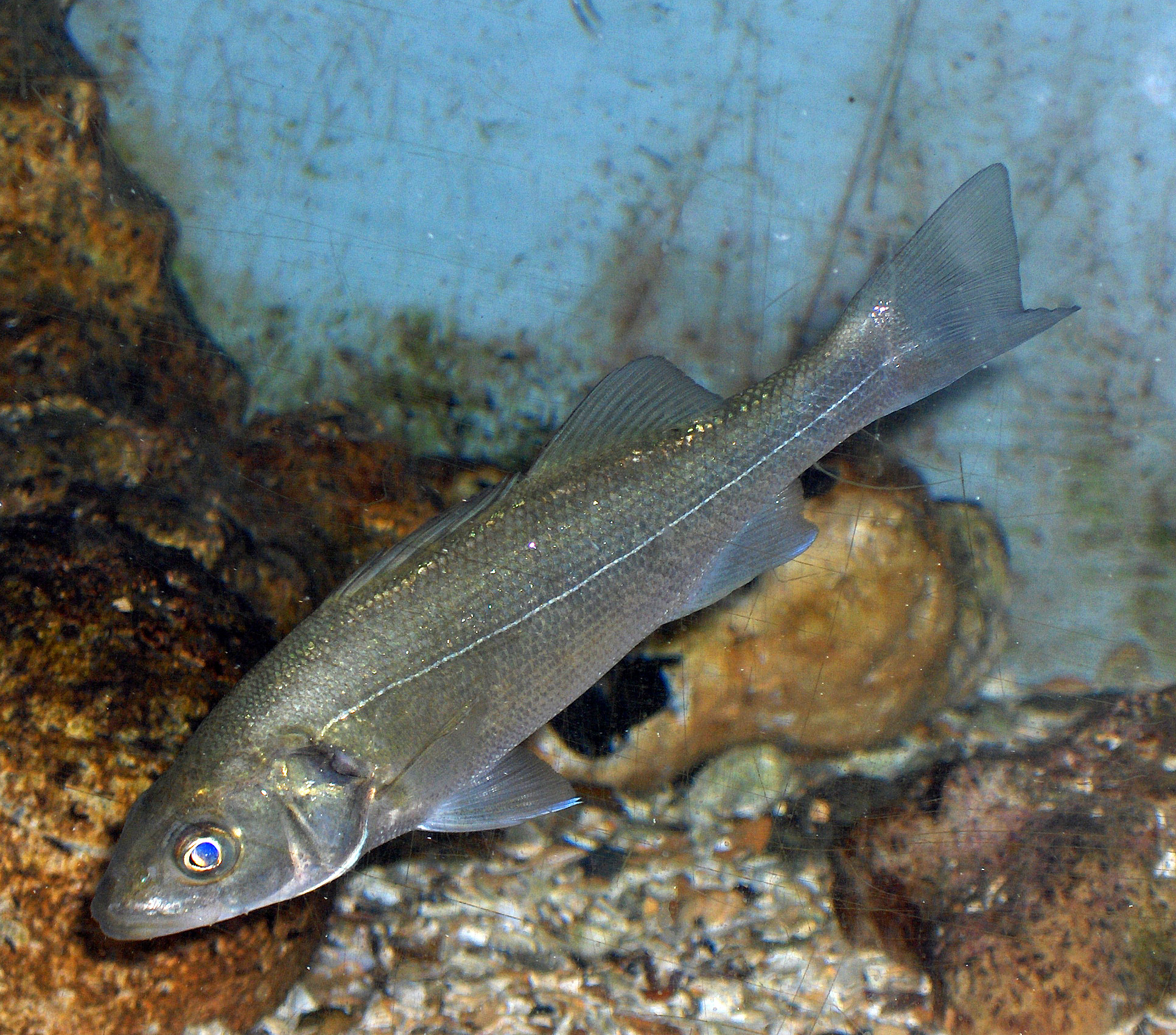
Un bar commun en captivité.

### Efforts de conservation
Les populations de bar commun ont considérablement diminué, a priori avec la pression croissante de la pêche commerciale.
Cette espèce a récemment fait l'objet au Royaume-Uni d'un effort de conservation par les pêcheurs sportifs. 
En Italie, le bar commun fait l'objet d'élevages intensifs dans les eaux salées.
En Irlande, il existe des lois strictes concernant le bar commun, toute pêche commerciale y est interdite et il y a plusieurs restrictions en place pour les pêcheurs, c'est-à-dire une période d'interdiction de pêche du 15 mai au 15 juin chaque année, des dimensions minimales de 400 mm et la limite de 2 poissons par pêcheur dans un délai de 24 heures.
Des tailles minimales pour les mailles des filets de pêche ont été adoptées selon les pays, sachant que la maille biologique, c'est-à-dire la taille à laquelle 100 % des bars se sont reproduits, est de 42 cm.

### Pêche

#### Pêche de loisir
Ce poisson est très recherché par les pêcheurs sous-marins et les pêcheurs sportifs en raison de sa « belle défense » et de sa chair réputée délicieuse. Par temps calme, les pêcheurs utilisent généralement un popper, ou un montage bulle-petit leurre. En automne, un « shad » est plus efficace et, à la touche, ce poisson se ferre d'un petit coup sec.
Le « petit poisson nageur » utilisé au printemps ramènera les premiers lieus jaunes de l'année.
Au vif, une technique efficace est de laisser traîner dans le courant un lançon vivant accroché par les orbites.

#### Pêche professionnelle
Le bar commun ou bar franc est essentiellement pêché par les chalutiers, les fileyeurs et les ligneurs. Le chalut représente plus de 60 % des débarquements de bar en France, les métiers de la ligne 21 % des débarquements et 13 % pour les fileyeurs.
Le « bar de ligne » est un bar commun sauvage, pêché à la ligne en mer et qui a fait l'objet d'une écolabellisation dans les années 1990. Dans les années 2000, les procédures de labellisation (label rouge) ayant été abandonnées par les pêcheurs, chaque région productrice a créé une démarche qualité autour du bar de ligne (Normandie, Bretagne, Vendée et Poitou-Charentes).

#### Mesures de gestion
En France, la maille du bar, c'est-à-dire la taille légale de capture est de 42 cm pour les pêcheurs de loisir et de 36 cm à 42 cm pour les pêcheurs professionnels en Manche, Atlantique et Mer du Nord. :
- Eaux occidentales septentrionales : 42 centimètres
- Eaux occidentales australes : 36 centimètres ; sauf dans les divisions CIEM VIIIa et VIIIb : 40 centimètres[5]

En Méditerranée elle est de 30 cm pour les pêcheurs de loisir et  25 cm pour les professionnels.
Depuis 2012, les pêcheurs professionnels doivent détenir une licence pour capturer du bar franc (Dicentrarchus labrax). En 2015, l’union européenne a imposé l’interdiction de pêche du bar au chalut pélagique en mer du Nord et en Manche jusqu’au 30 avril 2015. À partir du 23 juin 2015 et jusqu’au 31 décembre 2015, les navires devront respecter également une limitation de pêche : entre une et trois tonnes par mois selon la technique de capture.
En ce qui concerne  la pêche de loisir, la capture du bar en dessous du 48e parallèle nord est limitée à 1 poisson par jour et par pêcheur ; au-dessus de cette limite géographique, la capture est suivie d'un relâcher depuis le 23 janvier 2018,. Après une interdiction totale de la pêche récréative au début 2018 au nord du 48e parallèle, il est de nouveau autorisé de garder deux bar par jour et par pêcheur du 1er mars au 31 juillet 2021.

##### Réglementation 2021 (pêche récréative)
Elle a été publiée le 28 janvier 2021 pour la pêche récréative ou pêche de loisir, du bar pour les zones françaises:
- Au nord du 48e parallèle (situé au niveau d’Audierne en Bretagne, zones 4b, 4c, 6a et 7a à 7k), la limite de prises conservées (quota) est fixée à deux bars par jour et par pêcheur pour la période du 1er mars au 31 juillet 2021[11]. Hors de cette période (c'est-à-dire du 1er janvier au 28 février 2021), seul le pêcher-relâcher (no-kill) est autorisé.
- Au sud du 48e (c'est-à-dire en zones 8a et 8b, soit le Sud-Bretagne et le Sud Gascogne), le quota est de deux bars par jour et par pêcheur, pour toute l'année.
- Dans ces zones, la maille est de 42 cm pour le loisir. En Mer Méditerranée, la maille est fixée à 30cm pour le loisir. La maille biologique, c'est-à-dire la taille à laquelle 100 % des bars se sont reproduits, est de 42 cm[1],[12].
- Les bars pêchés conservés, doivent faire l’objet d’un marquage. Ce marquage consiste en l’ablation de la partie inférieure de la nageoire caudale[13].

### Élevage piscicole
Le bar est l'une des deux espèces de poissons méditerranéens les plus cultivées en Europe, à égalité avec la dorade royale (148 000 tonnes de bar produites en 2014, dont la moitié en Turquie). En France, la production de bar d'élevage reste très modeste (2 000 tonnes en 2014), mais les écloseries exportent de nombreux alevins (48 000 juvéniles produits en France, pour un total européen de 492 000 en 2014). Dans le contexte de promiscuité propre aux élevages piscicoles, c'est une espèce sensible au stress et vulnérable à diverses Infections par des parasites, dont Vibrio anguillarum, responsable de la vibriose chez le bar. En raison de son intérêt commercial, l'immunologie de cette espèce est très étudiée,.

## Menace liée au réchauffement climatique
La survie future du bar européen est gênée par l'augmentation associée des niveaux de CO2 dans l'eau de mer dans le contexte de la crise climatique, car elle entraîne une modification de la réponse aux signaux sensoriels. Les recherches montrent que, lorsque le bar européen est exposé à des niveaux élevés de CO2 (1000 µatm), il doit être jusqu'à 42% plus proche d'une source d'odeur que les niveaux actuels de CO2 (400 µatm). Leurs systèmes olfactifs ont donc des problèmes de détection. Cela réduit la probabilité de trouver de la nourriture ou des prédateurs, et donc la viabilité du bar européen.

### Gastronomie

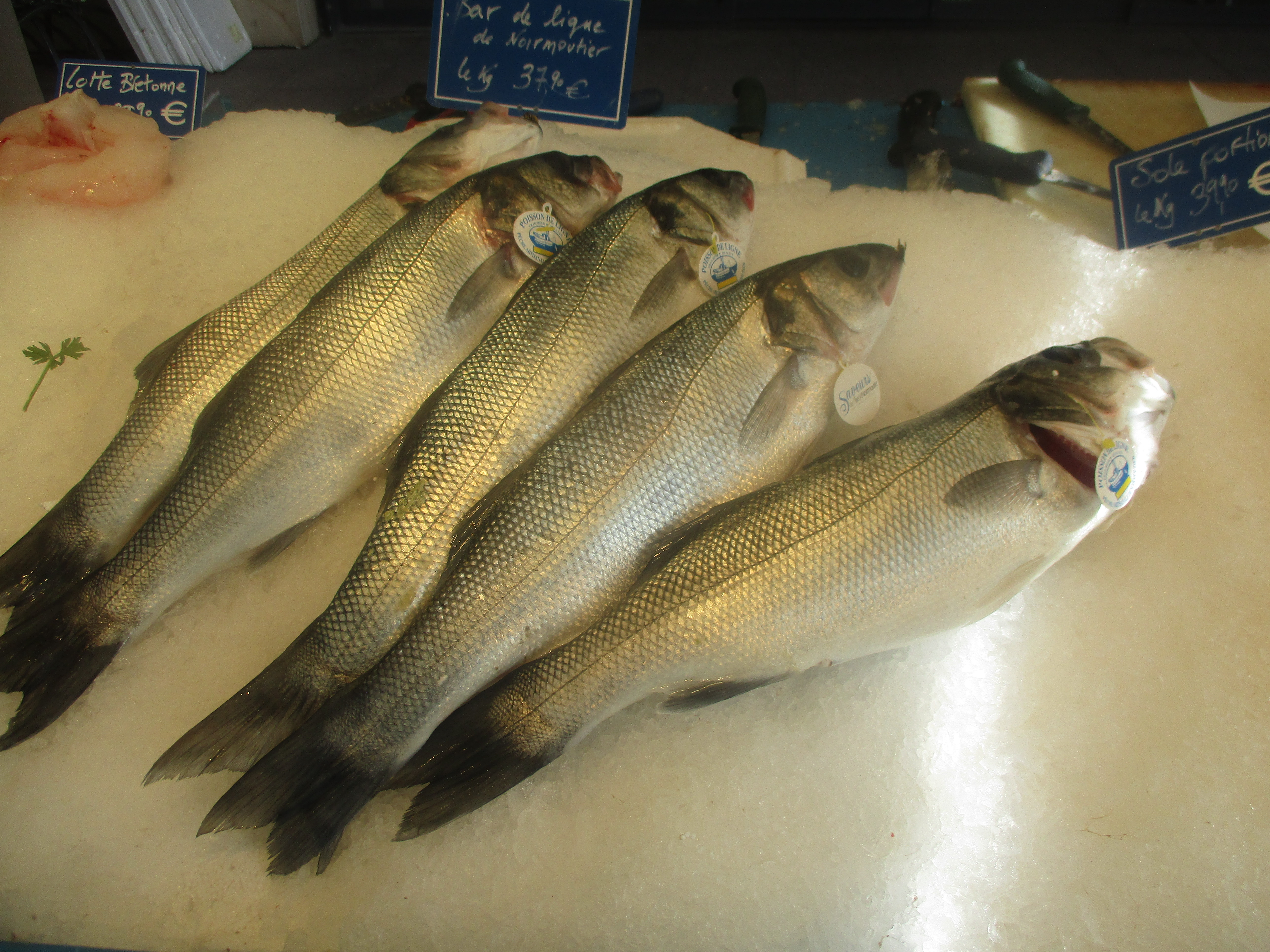
Bars de ligne de Noirmoutier au marché.

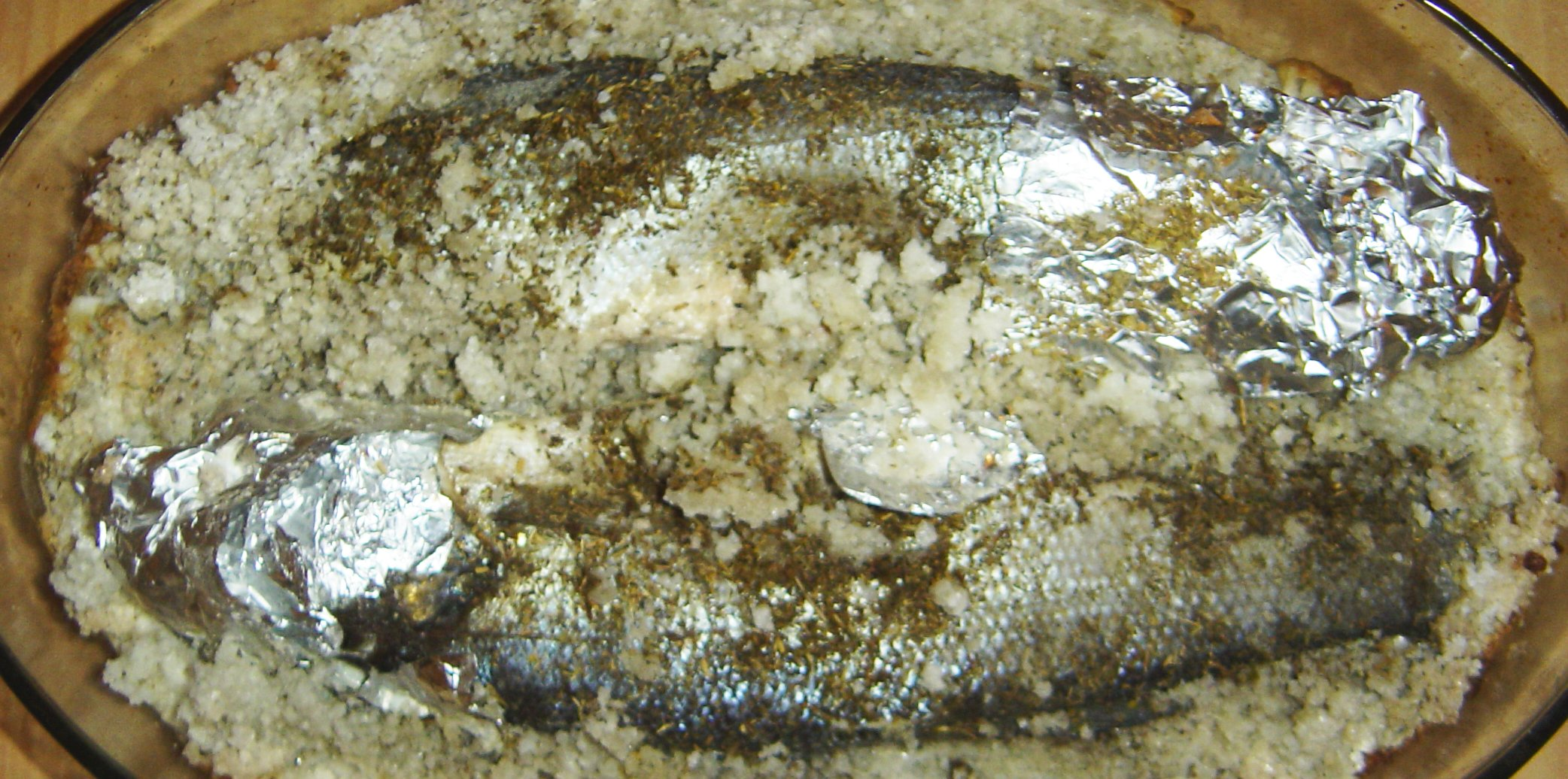
Bar en croûte de sel de Guérande (en cours de démoulage).

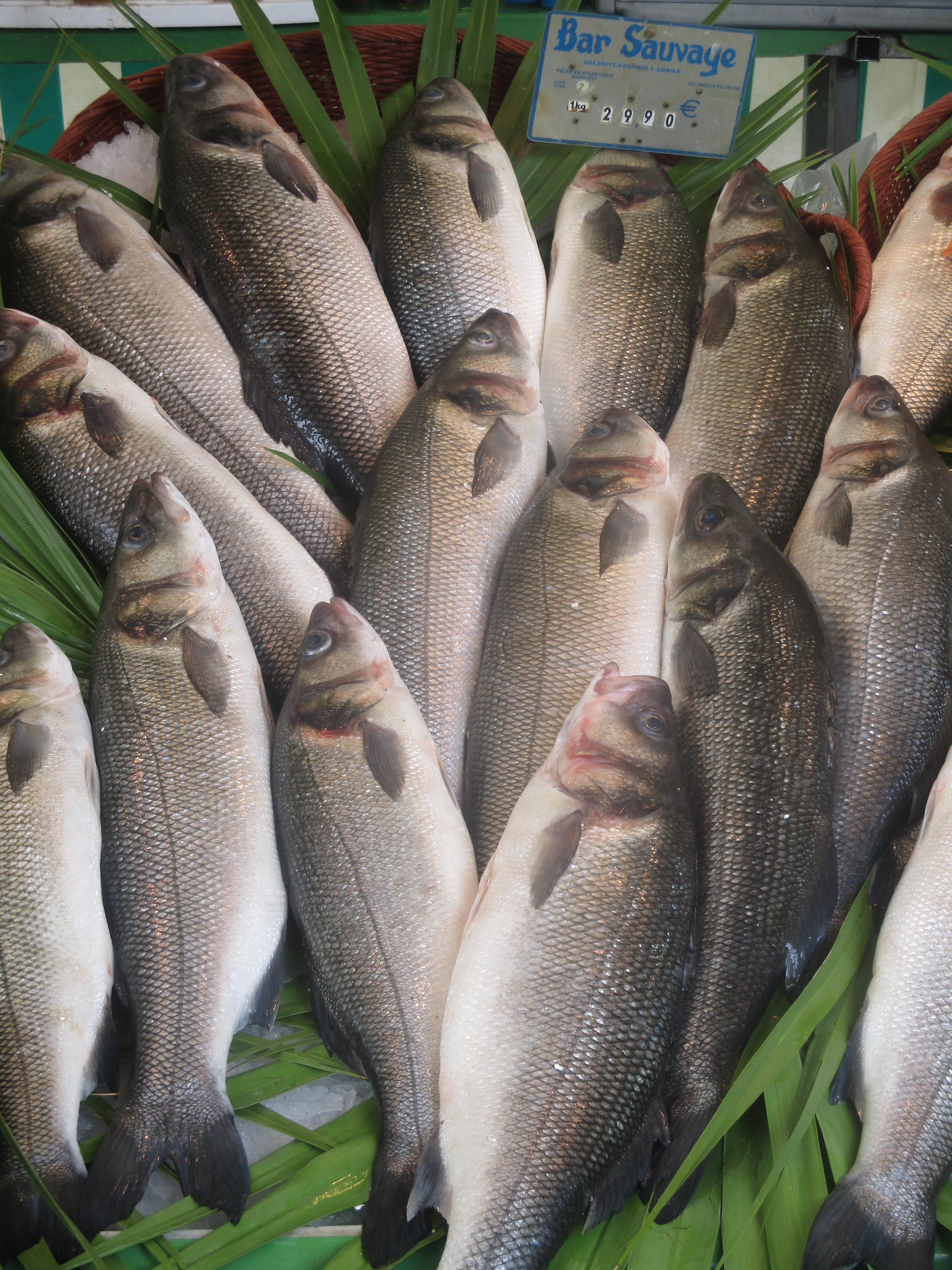
Bars sauvages au marché de Neuilly-sur-Seine.

Le plus recherché par les gastronomes est le « bar de ligne », (appellation ayant fait l'objet en France d'une écolabellisation dans les années 1990), pêché à la ligne et commercialisé en France avec une étiquette à l'ouïe permettant d’identifier le nom du bateau et le lieu de pêche.
La consommation de bar en France, avoisine les 11 500 tonnes dont 59 % proviennent de l’aquaculture.
Pour sa préparation, certains préféreront éviter la tomate. Néanmoins, dans la cuisine du Maghreb, on prépare un couscous au bar, où il est cuit dans une sauce tomate.
On peut le préparer :
- Au four, vidé et non écaillé, avec juste un peu de thym, de l'huile d'olive et une rondelle de citron.
- Au court-bouillon avec un beurre citronné ou une sauce hollandaise.
- En papillote avec des fines herbes et de l'huile d'olive.
- Farci aux chanterelles, échalote et coriandre.
- Grillé au fenouil.
- En croûte de sel.
- Aux algues.
- Braisé.
- Poché.
- Poêlé.
- À la provençale.
- À la toscane.
- À la turque.
- « À la manière d'Oderzelle » (à la manière d'Audresselles) : sans l'écailler, cuit à la vapeur dans la poissonnière, servi avec du beurre ou du fromage local brossé à la bière des deux caps.
- En sushi, en ayant pris toutefois soin de congeler préalablement la chair du poisson à -20° afin de détruire le parasite dangereux pour l'homme pouvant être présent, l'anisakis.

## Synonymes
Ce taxon admet de nombreux synonymes :
- Centropomus lupus (Lacepède, 1802)
- Centropomus mullus (Lacepède, 1802)
- Dicentrarchus elongatus (Geoffroy Saint-Hilaire, 1817)
- Dicentrarchus lupus (Lacepède, 1802)
- Labrax diacanthus (Bloch, 1792)
- Labrax elongatus (Geoffroy Saint-Hilaire, 1817)
- Labrax labrax (Linnaeus, 1758)
- Labrax linnei (Malm, 1877)
- Labrax lupus (Lacepède, 1802)
- Labrax vulgaris Guérin-Méneville, 1829-38
- Morone labrax (Linnaeus, 1758)
- Perca diacantha (Bloch, 1792)
- Perca elongata (Geoffroy Saint-Hilaire, 1817)
- Perca labrax (Linnaeus, 1758)
- Perca sinuosa (Geoffroy Saint-Hilaire, 1817)
- Roccus labrax (Linnaeus, 1758)
- Sciaena diacantha (Bloch, 1792)
- Sciaena labrax (Linnaeus, 1758)